# Коренівський Сергій Петрович
Сергі́й Петро́вич Корені́вський (24 квітня 1981-6 серпня 2014) — старший прапорщик Збройних сил України, учасник російсько-української війни.

## Короткий життєпис
Народився 1981 року в селі Андріяшівка (Бердичівський район, Житомирська область). Закінчив початкову загальноосвітню школу села Андріяшівка, потім — 9 класів ЗОШ села Райгородок Бердичівського району.
1999 році призваний на строкову військову службу до лав ЗСУ. З травня 2000 року навчався у 343-тій школі прапорщиків при Прикарпатському військовому окрузі (Бердичів). Після закінчення якої продовжив службу в Ужгороді. Головний сержант роти, 15-й окремий гірсько-піхотний батальйон.
З весни 2014 року брав участь у боях на сході України. 6 серпня 2014-го загинув у бою за аеропорт Луганська. Тоді ж поліг старший прапорщик Реготун Олег Петрович.
Вдома залишилися дружина та донька, батьки і двоє молодших братів. 9 серпня 2014 року в Бердичеві відбулося останнє прощання.

## Нагороди та вшанування
- 21 жовтня 2014 року — за особисту мужність і героїзм, виявлені у захисті державного суверенітету та територіальної цілісності України, вірність військовій присязі під час російсько-української війни, відзначений — нагороджений орденом «За мужність» III ступеня (посмертно)
- нагрудний знак «За оборону Луганського аеропорту» (посмертно)
- Почесний громадянин міста Ужгорода (посмертно; рішення Ужгородської міської ради 19.09.2014 року)[1]
- Меморіальний знак встановлено на площі ім. майора В. Постолакі в Ужгороді; на ньому викарбуване й ім'я Сергія Коренівського
- 29 жовтня 2014 року в селі Андріяшівка на фасаді будівлі загальноосвітньої школи, йому та ще двом випускникам (Павло Ящук та Василь Малянівський) відкрито меморіальну дошку[2]
- його ім'я вшановується 6 серпня на щоденному ранковому церемоніалі вшанування захисників України, які загинули цього дня у різні роки внаслідок російської збройної агресії на Сході України.